# Fjädertagging
Fjädertagging (Trechispora kavinioides) är en svampart som beskrevs av B. de Vries 1987. Enligt Catalogue of Life ingår Fjädertagging i släktet Trechispora,  och familjen Hydnodontaceae, men enligt Dyntaxa är tillhörigheten istället släktet Trechispora,  och familjen Sistotremataceae. Arten är reproducerande i Sverige. Inga underarter finns listade i Catalogue of Life.